# Кожанов, Василий Моисеевич
Василий Моисеевич Кожанов (1920 — 28.08.1967) — участник Великой Отечественной войны, старший сержант, командир отделения взвода пешей разведки 164-го стрелкового полка (33-я стрелковая Холмская дивизия, 1-я ударная армия, 3-й Прибалтийский фронт), кавалер ордена Славы трёх степеней.

## Биография
Родился в 1920 году в посёлке шахты «Бунге», ныне город Юнокоммунаровск в составе Енакиевского района Донецкой области Украины в семье рабочего. Русский.
В 1922 году переехал в город Енакиево. Окончил 7 классов. Работал на шахте.

### Великая Отечественная война
В июне 1941 года Орджоникидзевским РВК Сталинской области Украинской ССР был призван в Красной армии. Участник Великой Отечественной войны с июля 1941 года. Воевал на Волховском фронте.
18 июня 1942 года и 19 июня 1943 года был ранен. После излечения возвращался в строй.
Летом 1944 года по неустановленной пока причине был направлен в штрафные подразделения.
В июне 1944 года части 1-й ударной армии проводили локальную наступательную операцию по улучшению исходных позиций перед запланированным крупным наступлением по освобождению Пскова. В боях 23 и 24 июня 1944 года на левом берегу реки Великая в 34 километрах южнее города Остров Ленинградской области (ныне — в Псковской области), командир отделения приданной 33-й стрелковой дивизии 12-го гвардейского стрелкового корпуса 296-й отдельной штрафной роты 1-й ударной армии 2-го Прибалтийского фронта Василий Кожанов во главе отделения штрафников скрытно преодолел проволочные заграждения перед позициями противника и первым поднял подчинённых в атаку. Ворвавшись в траншею, бойцы в рукопашной схватке очистили её от противника и прочно закрепились на занятом рубеже. Неоднократные контратаки врага были отбиты с большими для него потерями. В этом бою В. Кожанов лично уничтожил четырёх солдат противника. Был представлен к награждению орденом Отечественной войны, но награда была заменена на орден Славы 3-й степени. 14 июля 1944 года, приказом 33-й стрелковой дивизии № 0115, за образцовое выполнение боевых заданий командования на фронте борьбы с немецкими захватчиками и проявленные при этом доблесть и мужество командир отделения 296-й отдельной штрафной роты 1 ударной армии 2-го Прибалтийского фронта красноармеец Василий Моисеевич Кожанов награждён орденом Славы 3-й степени.
С 16 по 17 июля 1944 года, в ходе Псковско-Островской фронтовой наступательной операции, северо-западнее посёлка Пушкинские Горы (ныне в Псковской области) стрелок приданной 33-й стрелковой дивизии 118-го гвардейского стрелкового корпуса 295-й отдельной штрафной роты 1-й ударной армии 3-го Прибалтийского фронта Кожанов неоднократно выполнял задачи по штурму рубежей обороны и узлов сопротивления врага. В этот период огнём из автомата и в рукопашных схватках уничтожил более 30 гитлеровцев, 7 взял в плен. Был представлен к награждению орденом Славы 3-й степени.
Кроме представления к ордену, Кожанову немедленно восстановили воинское звание «старший сержант», сняли судимость как с искупившего вину в бою и перевели в 164-й стрелковый полк той же 33-й стрелковой дивизии, в полосе наступления которого действовала штрафная рота. Там его назначили командиром отделения разведки, а в бой пришлось идти через несколько часов после прибытия к новому месту службы.
18 июля 1944 года, в ходе той же Псковско-Островской операции, в бою за деревню Пашково (15 км юго-западнее города Остров) командир отделения взвода пешей разведки 164-го стрелкового полка старший сержант Кожанов Василий Моисеевич вновь проявил отвагу, во главе разведгруппы из 7 бойцов он скрытно проник в населённый пункт. Неожиданно для противника разведчики открыли огонь и посеяли панику, обеспечив успех атаки стрелковых частей на деревню. Когда выбитый противник пришёл в себя и перешёл в контратаку, группа Кожанова умело действовала в обороне, нанеся врагу большой урон. Всего в этот день разведгруппа истребила до 40 солдат и офицеров врага. 27 июля при выполнении задания разведчики были обнаружены и окружены превосходящими силами, но отважно выдержали бой и прорвались к своим. Старший сержант Кожанов в этом бою лично уничтожил 8 солдат врага, а затем первым пошёл в атаку при прорыве.
2 августа 1944 года, приказом 33-й стрелковой дивизии № 0127, за образцовое выполнение боевых заданий командования на фронте борьбы с немецкими захватчиками и проявленные при этом доблесть и мужество бывший красноармеец 295-й отдельной штрафной роты 1 ударной армии 3-го Прибалтийского фронта Кожанов Василий Моисеевич (в приказе ошибочно указано отчество «Васильевич») был награждён орденом Славы 3-й степени.
6 августа 1944 года, приказом 33-й стрелковой дивизии № 0127, за образцовое выполнение боевых заданий командования на фронте борьбы с немецкими захватчиками и проявленные при этом доблесть и мужество командир отделения взвода пешей разведки 164-го стрелкового полка старший сержант Василий Кожанов был награждён орденом Славы 3-й степени.
Война продолжалась. К двум ранениям прибавились 2 контузии, госпиталь. По возвращении в строй в начале 1945 года старший сержант В. Кожанов командовал отделением в 297-й отдельной разведывательной роте 229-й стрелковой дивизии (55-й стрелковый корпус, 21 армия, 1-й Украинский фронт). В ходе Нижнесилезской наступательной операции 5 февраля 1945 года он со своими разведчиками первым врывался в город Гротткау (ныне Гродкув, Опольское воеводство, Польша) и 10 февраля — в деревню Бетенхоф. В обоих боях занятые позиции были удержаны до подхода основных частей, захвачены пленные. В Верхне-Силезской операции 22 марта 1945 года он вновь отлично действовал впереди наступающих боевых порядков при освобождении города Фалькенберг (ныне Немодлин, Польша) и окрестных населённых пунктов. В одной из деревень он пробрался к немецкой пулемётной точке, внезапно ворвался на неё и перебил весь расчёт, захватив исправный пулемёт и открыв из него огонь по врагу. Наградой за эти подвиги стали ещё два боевых ордена.

### Послевоенные годы
В 1946 году старший сержант В. М. Кожанов был демобилизован. Жил в городе Макеевка Донецкой области Украинской ССР. Работал шахтёром.
Указом Президиума Верховного Совета СССР от 19 августа 1955 года бывший командир отделения взвода пешей разведки 164-го стрелкового полка старший сержант Кожанов Василий Моисеевич был перенаграждён орденом Славы 1-й степени, став тем самым полным кавалером ордена Славы.
Скончался 28 августа 1967 года.

## Награды
- Орден Отечественной войны 1-й степени (9.05.1945)[2][7]
- «Орден Красной Звезды» (28.03.1945))[8]
- Орден Славы 1-й (6 августа 1944 года награждён орденом Славы 3-й степени, 19 августа 1955 года перенаграждён орденом Славы 1-й степени)[9], 2-й (2 августа 1944 года награждён орденом Славы 3-й степени, 19 августа 1955 года перенаграждён орденом Славы 2-й степени)[10] и 3-й (14 июля 1944)[11] степеней
- медали, в том числе:
  - «За победу над Германией» (9 мая 1945[12])
  - «20 лет Победы в Великой Отечественной войне 1941—1945 гг.» (7 мая 1965[13])
  - «30 лет Советской Армии и Флота»[14]
  - «40 лет Вооружённых Сил СССР»[15]